# Cmentarz wojenny nr 48 – Regetów Wyżny
Cmentarz wojenny nr 48 – Regetów Wyżny – cmentarz z I wojny światowej znajdujący się w Regietowie w gminie Uście Gorlickie, zaprojektowany przez Dušana Jurkoviča. Jeden z ponad 400 zachodniogalicyjskich cmentarzy wojennych zbudowanych przez Oddział Grobów Wojennych C. i K. Komendantury Wojskowej w Krakowie. Należy do II Okręgu Cmentarnego Jasło. Należy do I Okręgu Cmentarnego Nowy Żmigród.

## Opis
Cmentarz znajduje się na północno-wschodnim stoku wzniesienia Jaworzynka. Na planie prostokąta z wciętymi narożami o powierzchni 418 m². Głównym założeniem architektonicznym cmentarza jest kamienny pomnik w kształcie trójdzielnej ściany nakrytej gontowym daszkiem z wyprowadzonym ponad drewnianym krzyżem łacińskim. Na tablicy na ścianie pomnikowej umieszczono napis: "Chwalcie Pana! Z cegiełek ciał naszych, co się tak nikłe zdawały, zbudował ojczyźnie pomnik zwycięstwa i chwały". 
Na cmentarzu w 4 mogiłach zbiorowych i 7 grobach pojedynczych pochowano 210 żołnierzy:
- 136 rosyjskich
- 74 austro-węgierskich

poległych w listopadzie 1914 oraz w okresie marzec – maj 1915.

## Galeria

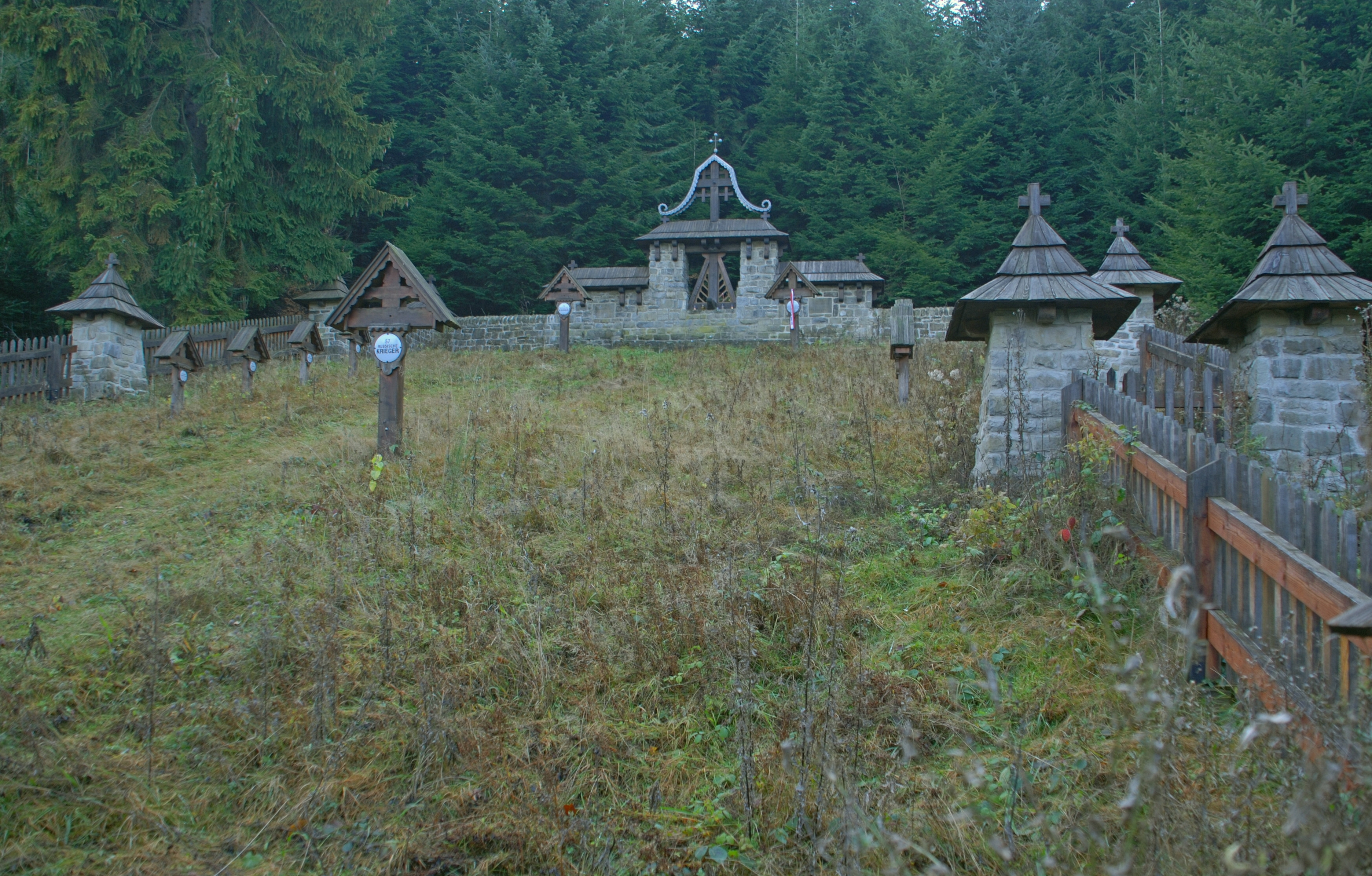
Widok ogólny
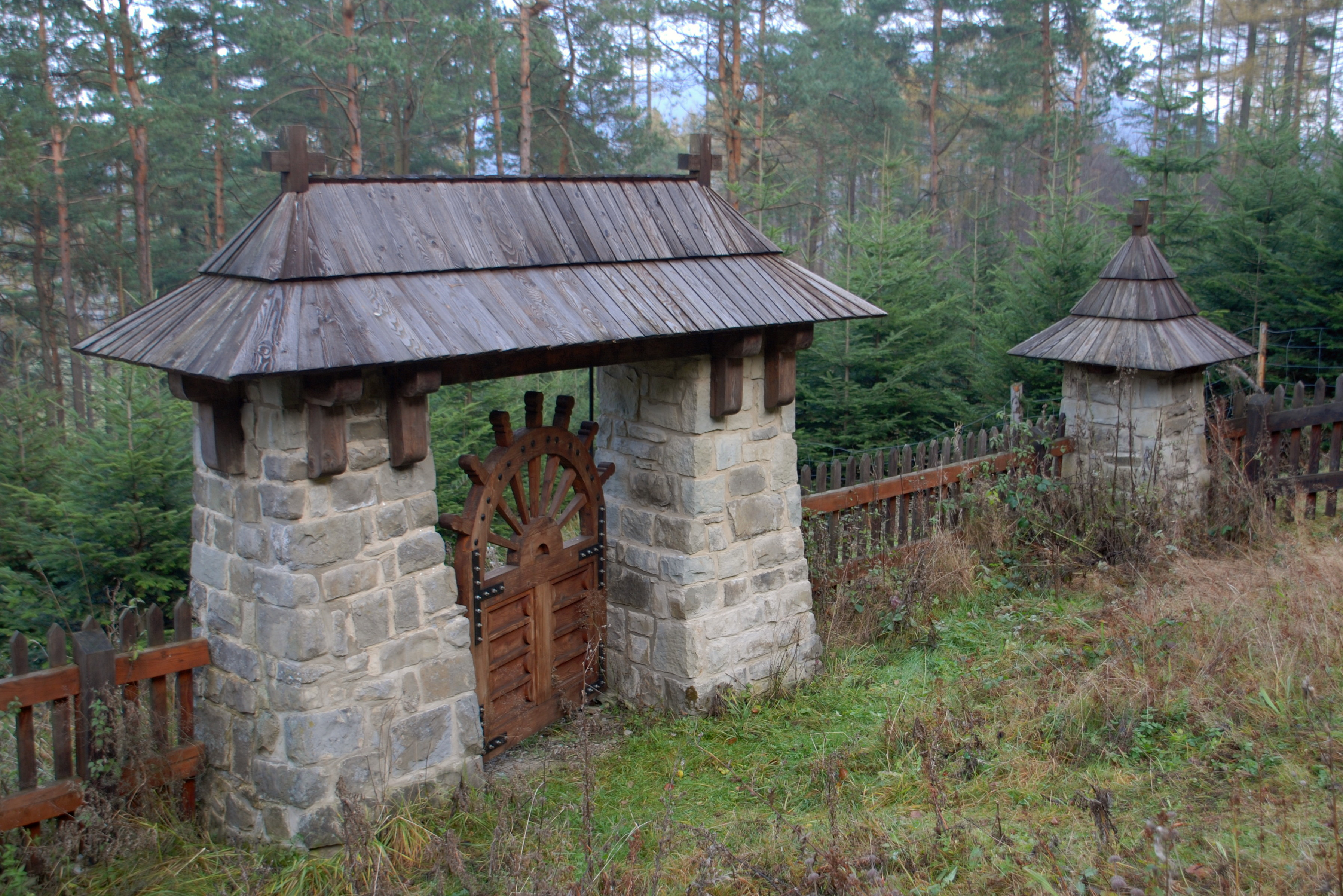
Wejście
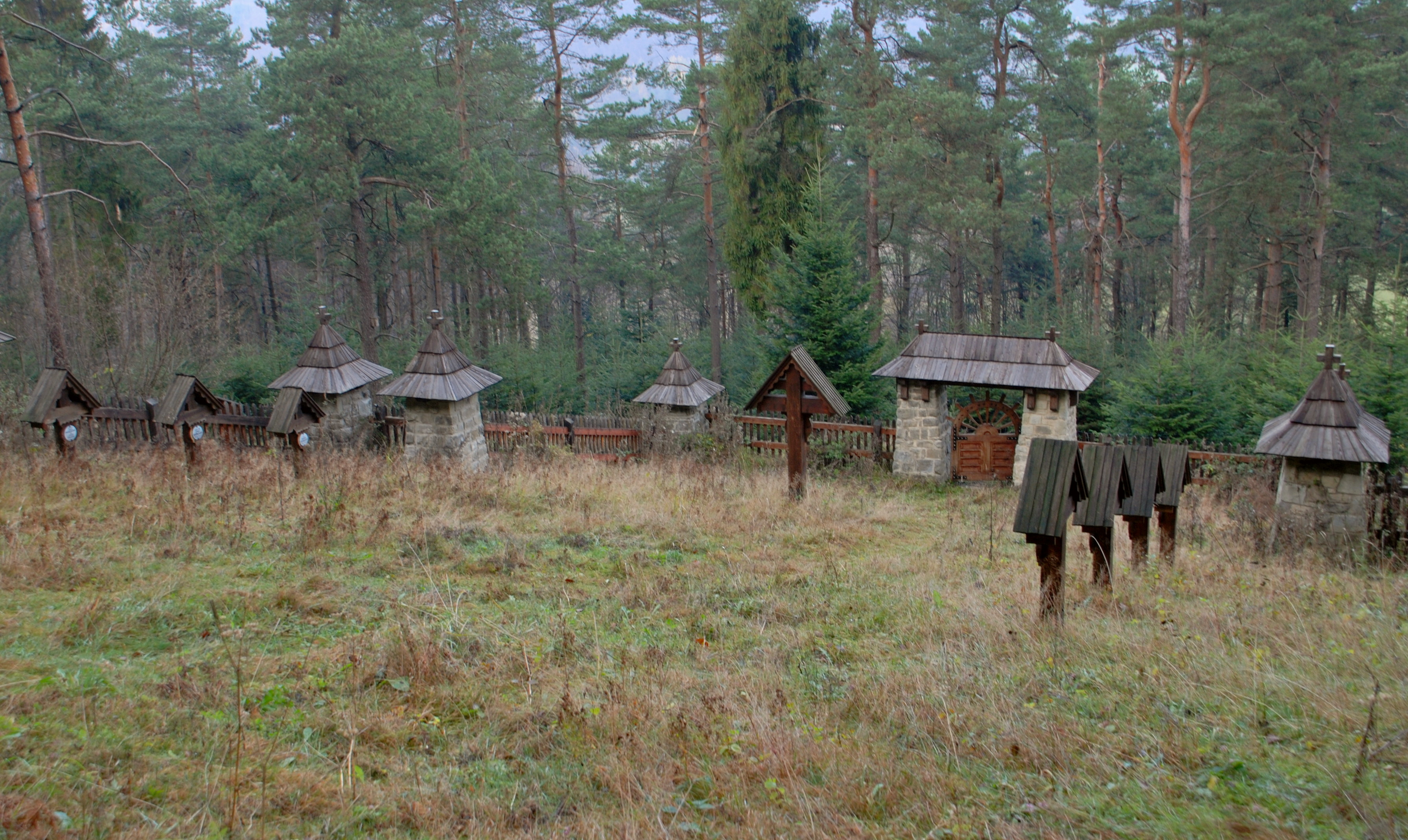
Fragment cmentarza
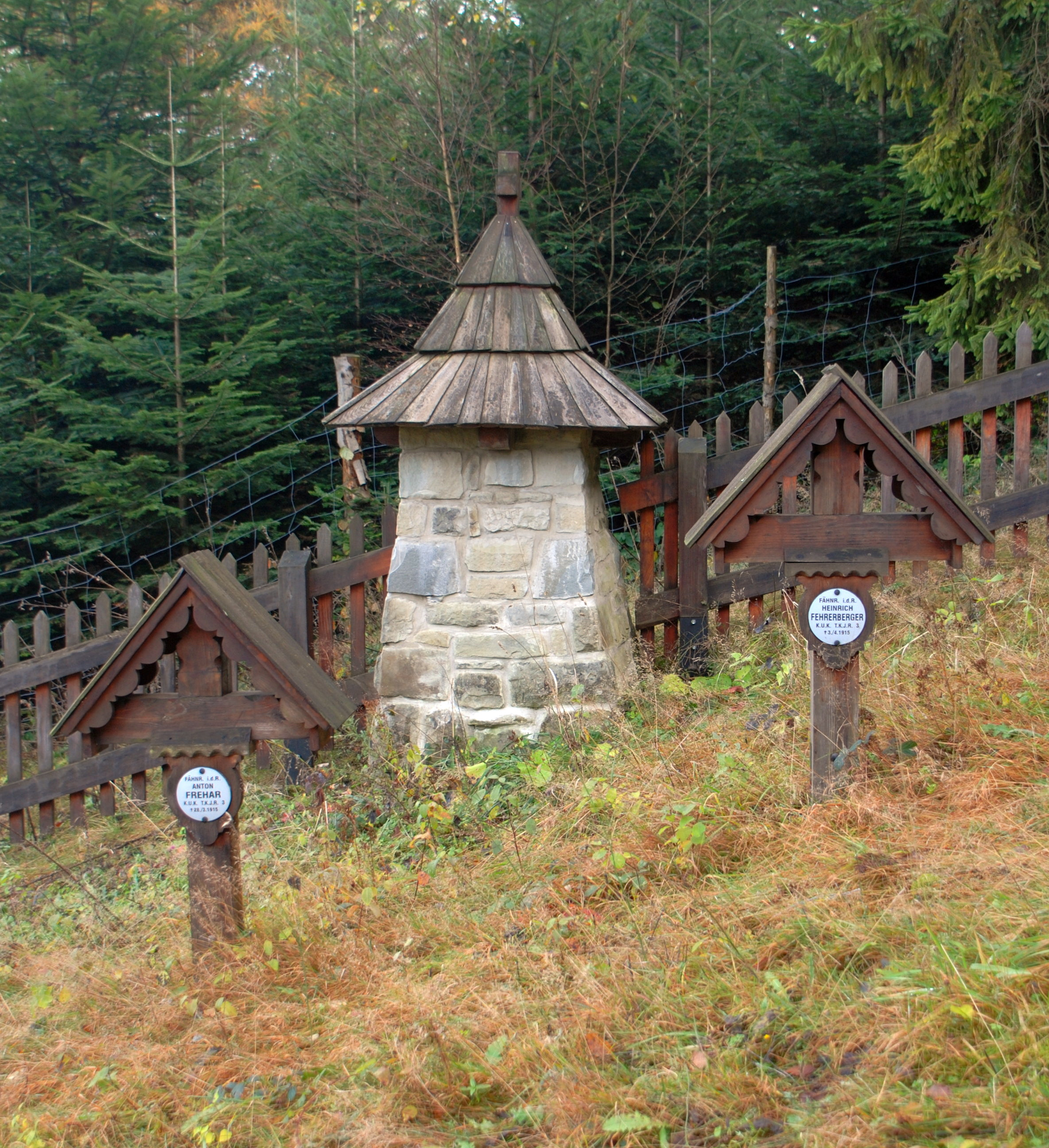
Krzyże austriackie
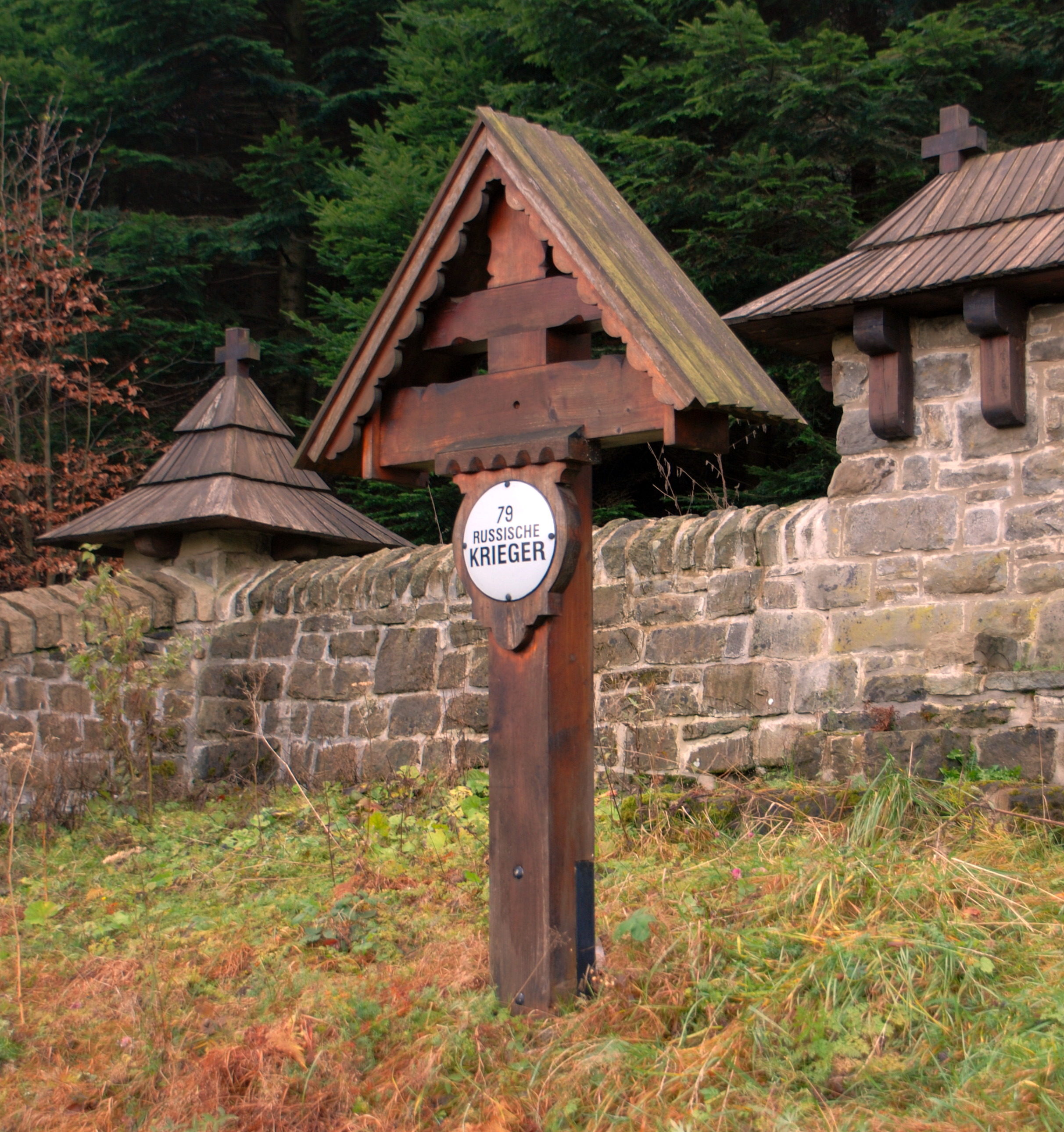
Krzyż rosyjski